# Bruno Neher
Bruno Neher (Cruz Alta, 4 de fevereiro de 1942) é um compositor, acordeonista, tecladista e político brasileiro.
Filho de imigrantes alemães, é autor de 1500 músicas, 800 delas no idioma alemão. Foi fundador e membro do grupo musical, Os Três Xirus. Conselheiro da Ordem dos Músicos do Brasil, possui mais de 40 álbuns gravados no Brasil, dois na Argentina e um em Portugal.[carece de fontes?]
Na carreira política, exerceu o cargo de deputado estadual pelo PTB do Rio Grande do Sul.